# Christopher McVey
Christopher Donald McVey (sinh ngày 12 tháng 4 năm 1997) là cầu thủ bóng đá người Thụy Điển thi đấu ở vị trí hậu vệ cho Inter Miami tại Major League Soccer.